# Nikolai Iwanowitsch Noskow

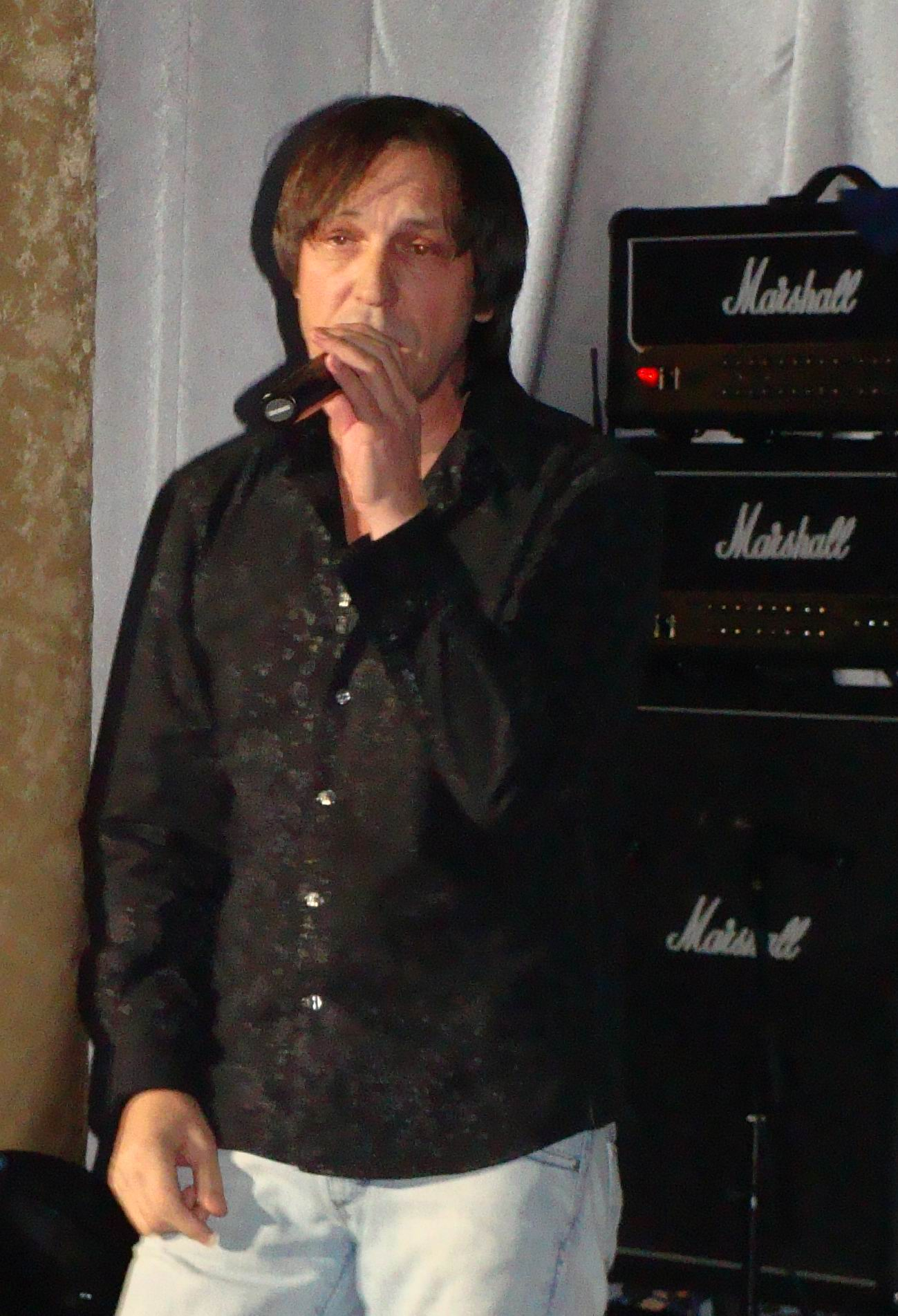
Nikolai Noskow (2009)

Nikolai Iwanowitsch Noskow (russisch Николай Иванович Носков; * 12. Januar 1956 in Gschatsk, Oblast Smolensk) ist ein russischer Rocksänger, Komponist und Musiker, der mit dem Ehrentitel „Verdienter Künstler der Russischen Föderation“ ausgezeichnet wurde (2018).

## Leben und Karriere
Nikolai Noskow genoss keine professionelle musikalische Ausbildung als Kind. Er war Teil von Schulaufführungen und gewann eine Vielzahl von Preisen, bevor er im Alter von 14 in einem Wettbewerb zum besten Sänger des Föderationskreises Nordwestrussland gewählt wurde. Er lernte Gitarre, Klavier, Schlagzeug und dann noch Trompete, als er in der Armee diente. 1981 wurde er von Dawid Tuchmanow entdeckt und in das Ensemble Moskwa integriert. Die Band löste sich nach einem Album auf. 1984 war er Mitglied von Araks. 1987 schrieb er die Filmmusik für den Film Insel der verlorenen Schiffe von Jewgeni Ginsburg und Rauf Məmmədov. Im selben Jahr folgte mit Gorky Park seine nächste Band, die heute noch aktiv ist, aber die Noskow auch 1990 wieder verließ, um die Band Nikolai zu gründen, bevor er 1994 eine Solokarriere begann. Er war mit Gorky Park auf Tour in den USA, das Lied Bang! erreichte Platz 1 der US-amerikanischen Charts. Dort sang er auch gemeinsam mit Persönlichkeiten wie Jon Bon Jovi oder dem Sänger der Scorpions Klaus Meine. Er erhielt eine Vielzahl von Auszeichnungen und Preisen für seine Musik.

## Diskografie

### Alben
Quelle:
mit Moskwa
- 1984: N. L. O. (Н. Л. О.)

mit Gorky Park
- 1989: Gorky Park

mit Nikolai
- 1994: Mother Russia

solo
- 1998: Blasch (Ja tebja ljublju) (Блажь (Я тебя люблю))[7]
- 1998: Paranoija (Stekla i beton) (Паранойя (Стекла и бетон))[8]
- 2000: Dyschu tischinoi (Дышу тишиной)[9]
- 2000: Lutschschije pesni s simfonitscheskim orkestrom (Live) (Лучшие песни с симфоническим оркестром (Live))
- 2001: Singly (Синглы)
- 2002: SBORNIK – Lutschschije pesni (Best) (СБОРНИК – Лучшие песни (Best))
- 2003: SBORNIK – Okean ljubwi (СБОРНИК — Океан любви)
- 2006: Po pojas w nebe (По пояс в небе)[10]
- 2008: Dyschu tischinoi (Дышу тишиной) (DVD)
- 2012: Bes naswanija (Без названия)[11]
- 2016: The Best

### Singles (Auswahl)
- 2000: Это Здорово